# Episodi di Fortitude (seconda stagione)
La seconda stagione della serie televisiva Fortitude, composta da dieci episodi, è stata trasmessa nel Regno Unito per la prima volta dall'emittente Sky Atlantic dal 26 gennaio al 30 marzo 2017.
In Italia, la stagione è andata in onda in prima visione sul canale satellitare Sky Atlantic dal 27 gennaio al 31 marzo 2017, il giorno seguente la messa in onda originale.
| nº | Titolo originale | Prima TV UK      | Prima TV Italia  |
| -- | ---------------- | ---------------- | ---------------- |
| 1  | Episode 1        | 26 gennaio 2017  | 27 gennaio 2017  |
| 2  | Episode 2        | 2 febbraio 2017  | 3 febbraio 2017  |
| 3  | Episode 3        | 9 febbraio 2017  | 10 febbraio 2017 |
| 4  | Episode 4        | 16 febbraio 2017 | 17 febbraio 2017 |
| 5  | Episode 5        | 23 febbraio 2017 | 24 febbraio 2017 |
| 6  | Episode 6        | 2 marzo 2017     | 3 marzo 2017     |
| 7  | Episode 7        | 9 marzo 2017     | 10 marzo 2017    |
| 8  | Episode 8        | 16 marzo 2017    | 17 marzo 2017    |
| 9  | Episode 9        | 23 marzo 2017    | 24 marzo 2017    |
| 10 | Episode 10       | 30 marzo 2017    | 31 marzo 2017    |